# 蜘蛛人：驚奇再起2 (遊戲)
《蜘蛛人：驚奇再起2》（英語：The Amazing Spider-Man 2）是一款將在2014年內上市的動作冒險電子遊戲，以漫威漫畫超級英雄蜘蛛人為主角，搭配同名電影的上映推出。遊戲由Beenox負責開發，該公司亦曾製作過《蜘蛛人：破碎次元》、《蜘蛛人：時間裂痕》及《蜘蛛人：驚奇再起》等系列作品。發行商為Activision。iOS和Android平台的版本則由Gameloft發行。
遊戲于2014年4月29日在北美推出，並在2014年5月2日於歐洲上市，支援Windows、PlayStation 3、PlayStation 4、Xbox 360、Xbox One、Wii U和任天堂3DS平台。

## 劇情
遊戲背景與電影劇情併行，蜘蛛人正試圖尋找殺害班叔叔（Uncle Ben）的兇手。遊戲中將有蜘蛛人系列中各種反派角色登場，並包含多名新舊角色。在遊戲中登場的知名反派角色包括獵人克拉文（Kraven the Hunter）、綠惡魔（Green Goblin）、電光人（Electro）、金霸王（Kingpin）、黑貓（Black Cat）、血蜘蛛（Carnage）和成為震動人（Shocker）之前的賀曼·舒茲（Herman Shultz）。

## 遊戲內容
《蜘蛛人：驚奇再起2》將保持與系列前作相同的開放世界遊戲方式。遊戲中的背景舞台紐約市將比前作更將廣大，也更注重場景細節，大部份的故事劇情將會在此一開放世界地圖中發生。除了進階戰鬥與升級之外，蜘蛛人也將有不同種類的新蜘蛛絲能力，包括可讓敵人或物體凍結的蜘蛛絲能力。利用蜘蛛絲在空中擺盪的能力與《蜘蛛人2》和其他系列作相同。

## 開發
遊戲最初是在2013年10月舉行的紐約動漫展（New York Comic Con）發表，並預計於2014年春季推出。在發表會中播放了一段前導宣傳預告片。第一支遊戲的正式預告片在2014年1月推出。完整的導覽預告片則於2014年3月27日公開。